# 野獣は甦える
『野獣は甦える』（やじゅうはよみがえる）は、大藪春彦が1992年に発表した長編ハードボイルド小説。

## 概要

### 出版経緯
- 1992年12月、光文社より『野獣は甦える』刊行。
- 1997年2月、光文社文庫より『野獣は甦える 伊達邦彦全集(8)』刊行。

### その他
- 1976年の『マンハッタン核作戦』以来の伊達邦彦登場長編。本書はタイトルの通り邦彦の「野獣の感覚」の復活を描いたもの。
- 「香港返還」や核強奪作戦など、それまでよりもスケールが壮大なものとなっている。

## あらすじ
アメリカ、ビバリーヒルズ。ホテルの一室では一組の男女の熱い交わりが展開していた。男は伊達邦彦であった。そこに現れたNSAの男―